# 背风湖
背风湖是一个位于中国江西省波阳县的湖泊，面积约为1平方千米。